# HMAS Allenwood
El HMAS Allenwood (FY18) fue un dragaminas auxiliar operado por la Marina Real Australiana (RAN) durante la Segunda Guerra Mundial. Fue botado en 1920 por Ernst Wright en Tuncurry, Nueva Gales del Sur, Australia, como Allenwood para Allen Taylor and Co. Ltd. El barco operó a lo largo de la costa este de Australia y fue requisado por la RAN el 27 de julio de 1941. Fue devuelto a sus propietarios en 1946 antes de naufragar cerca de Norah Head el 14 de septiembre de 1951.

## Hundimiento

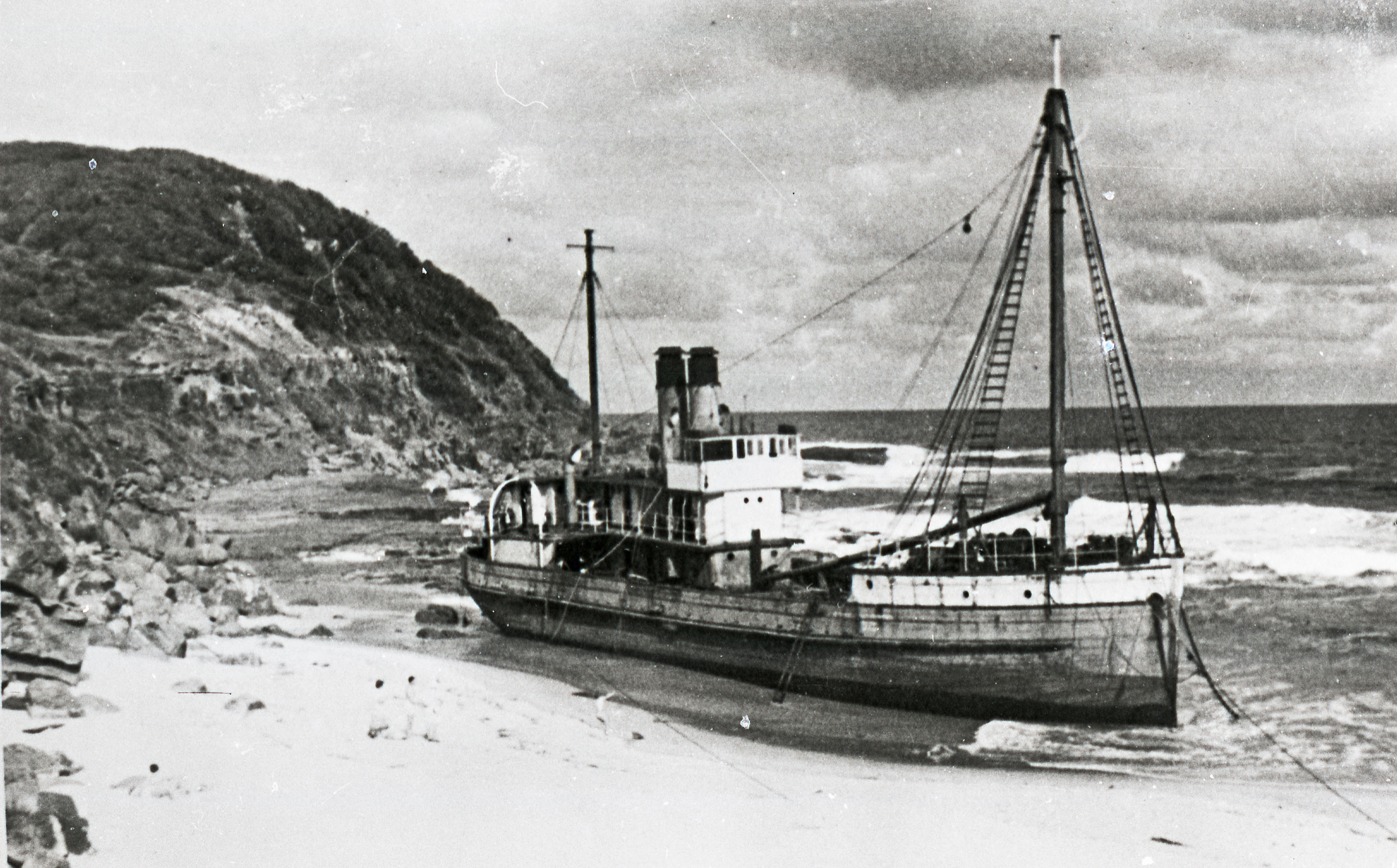
El Allenwood encallado.

El 14 de septiembre de 1951, bajo el mando del capitán Boutrup, el Allenwood encalló en un banco de arena en Birdie Beach, Parque Nacional Munmorah, al norte de Norah Head, Nueva Gales del Sur 33°12′08″S 151°36′48″E / -33.202186, 151.613235, en condiciones de niebla. El buque no pudo ser retirado del banco de arena y fue vendido por 601 libras y desmantelado in situ.